# Sultan Mahmud Badaruddin II Airport
Sultan Mahmud Badaruddin II Airport är en flygplats i Indonesien.   Den ligger i provinsen Sumatera Selatan, i den västra delen av landet, 400 km nordväst om huvudstaden Jakarta. Sultan Mahmud Badaruddin II Airport ligger 14 meter över havet.
Terrängen runt Sultan Mahmud Badaruddin II Airport är mycket platt. Runt Sultan Mahmud Badaruddin II Airport är det mycket tätbefolkat, med 2 028 invånare per kvadratkilometer. Närmaste större samhälle är Palembang, 5,5 km öster om Sultan Mahmud Badaruddin II Airport. Runt Sultan Mahmud Badaruddin II Airport är det i huvudsak tätbebyggt.